# Бреґінь
Бреґінь (словен. Breginj) — поселення в общині Кобарід, Регіон Горишка, Словенія. Висота над рівнем моря: 576,1 м.

## Історія
До 18-го століття Бреґінь була частиною Венеційської республіки і досі вважається частиною історичного регіону, відомого як Венеційська Словенія. Потім Бреґінь була частиною італійської провінції Гориція.